# Nelvana
Nelvana Limited (/nɛlˈvɑːnə/; stilizat ca "nelvana") este un studio de animație și companie de producție de divertisment canadian deținut de Corus Entertainment din 2000. Fondat la 30 iulie 1971 de Michael Hirsh, Patrick Loubert și Clive A. Smith, a fost numit după Nelvana of the Northern Lights, prima supereroină națională din Canada, care a fost creată de Adrian Dingle. Logo-ul de producție al companiei este un urs polar privind la Polaris, Steaua Nordului.
Compania are sediul în Toronto, Ontario, Canada în America de Nord și își gestionează sedii în Franța, Irlanda și Japonia, și de asemenea niște birouri mai mici în cele trei orașe de vârf din SUA. Multe din filmele, serialele și specialele lor sunt bazate pe proprietăți licențiate și literatură, dar programe original sunt de asemenea o parte din lista sa. Deși compania se specializează pe media pentru copii, Nelvana a coprodus animații pentru adulți precum primul sezon din Clone High, John Callahan's Quads!, Bob & Margaret și Committed.
Nelvana International distribuie trei seriale Nickelodeon: Taina, primele cinci sezoane din Nașii mei vrăjitori și The Backyardigans (o coproducție cu Nick Jr.). La data de 2001, librăria sa a fost compusă din peste 1 650 jumătăți de oră cumulative de programe originale.

## Filme

### Teatrale
- Rock & Rule (1983) (cu United Artists și Famous Players)
- The Care Bears Movie (1985) (cu American Greetings și Those Characters from Cleveland, LLC)
- Care Bears Movie II: A New Generation (1986) (cu LBS Communications și Those Characters from Cleveland, LLC)
- The Care Bears Adventure in Wonderland (1987)
- Hoața (1987) (live-action)
- Babar: The Movie (1989) (cu Ellipse Programme și The Clifford Ross Company)
- Obsesii fatale (1993) (cu New Line Cinema și Castle Rock Entertainment) (live-action; necreditat)
- Spaceman (1997) (live-action)
- Pippi Longstocking (1997) (cu Svensk Filmindustri, IdunaFilm și TFC Trickompany)
- Babar: King of the Elephants (1999) (cu TMO-Loonland Film GmbH)
- Heidi (2005) (cu TV-Loonland AG, Telemagination și Corus Entertainment, lansat teatral în Germania)
- Franklin și comoara din lac (2006) (cu Alphanim, Les Studios DSO, StudioCanal, Europool și LuxAnimation)

### Direct-pe-video
- The Legend of the North Wind (1997) (cu Episa and Euskal Pictures International) (versiunea de dublaj în engleză)
- Donkey Kong Country: The Legend of the Crystal Coconut (1999) (cu Medialab Studio L.A. și WIC Entertainment)
- Cardcaptors: The Movie (2000) (versiunea de dublaj în engleză)
- Redwall: The Movie (2000) (cu Alphanim, Molitor Productions și United Productions) (editare a sezonului 1 din Redwall)
- Franklin and the Green Knight (2000)
- Franklin's Magic Christmas (2001)
- The Little Bear Movie (2001) (cu Wild Things Productions)
- Rolie Polie Olie: The Great Defender of Fun (2002) (cu Sparkling* Animation)
- Rolie Polie Olie: The Baby Bot Chase (2003) (cu Sparkling* Animation)
- Back to School with Franklin (2003)
- Rescue Heroes: The Movie (2003)
- Ursuleții inimoși: O călătorie în țara glumelor (2004, cu American Greetings, Mainframe Entertainment și Sparx Animation) (CGI)
- Beyblade: Fierce Battle (2005, versiune de dublaj în engleză)
- The Care Bears' Big Wish Movie (2005, cu American Greetings și Mainframe Entertainment) (CGI)
- Mike the Knight: Journey to Dragon Mountain (2014) (cu HIT Entertainment)

### Altele
- Voulez-vous coucher avec God? (1972)
- 125 Rooms of Comfort (1974) (titluri)
- Jefferson Starship (1983) (cu East Media pentru RCA VideoDiscs) (live-action)
- Grace Under Pressure Tour (1986) (filme pentru proiectoarele din spate)
- Cei trei care au speriat Mexicul (1986) (cu HBO Pictures și L.A. Films) (animație)
- The Return of the North Wind (1994) (cu Episa and Euskal Pictures International) (licențiere de distribuire)
- Attack of the Killer B-Movies (1995) (live-action)

## Speciale
- Christmas Two Step (1975) (combină live-action și animație)
- Un Crăciun cosmic (1977)
- The Devil and Daniel Mouse (1978) (cu Canadian Broadcasting Corporation)
- How We Made The Devil and Daniel Mouse (1978)
- Star Wars Holiday Special (1978) (cu Smith-Hemion Productions, Winters Hollywood Entertainment Holdings Corporation, The Star Wars Corporation și 20th Century Fox Television) (live-action; segmentul animat "The Faithful Wookiee")
- Romie-0 and Julie-8 (1979)
- Intergalactic Thanksgiving (1979)
- Easter Fever (1980) (cu Topcraft)
- Take Me Up to the Ball Game (1980)
- The Magic of Herself the Elf (1983) (cu Scholastic Entertainment și Those Characters from Cleveland)
- Strawberry Shortcake: Housewarming Surprise (1983) (cu MAD Productions și Those Characters from Cleveland)
- Strawberry Shortcake and the Baby Without a Name (1984) (cu MAD Productions și Those Characters from Cleveland)
- The Get Along Gang (1984) (cu DIC Audiovisuel) (pilot)
- Strawberry Shortcake Meets the Berrykins (1985)
- Speciale Atkinson Film-Arts (distribuitor):
  - The Body Electric (1985)
  - Rumpelstiltskin (1985) (cu Animated Investments, Inc., Telefilm Canada și CTV Television Network, Ltd.)
  - The Velveteen Rabbit (1985)
  - For Better or For Worse: The Bestest Present (1985)
  - Babar and Father Christmas (1986)
  - The Tin Soldier (1986)
  - The Nightingale (1987)
- The Great Heep (1986)
- Madballs: Escape from Orb! (1986)
- My Pet Monster (1986)
- The Wild Puffalumps (1987)
- The Rocket Boy (1987) (cu Orion Television) (live-action)
- Spies, Lies & Naked Thighs (1988) (design de titlu principal)
- Care Bears Nutcracker Suite (1988)
- HBO Storybook Musicals (1991) ("The Tale of Peter Rabbit")
- The Rosey and Buddy Show (1992)
- Santa's First Christmas (1992) (cu EVA Entertainment, Siriol Productions și S4C)
- The Incredible Crash Dummies (1993) (cu Lamb and Company, Tyco și Fox Kids)
- The Santa Claus Brothers (2001) (cu Sitting Ducks Productions și Film Roman)
- Miss Spider's Sunny Patch Kids (2003)
- Miss Spider's Sunny Patch Friends: The Prince, the Princess and the Bee (2006)
- A Franklin and Friends Adventure: Polar Explorer (2014)
- A Franklin and Friends: Deep Sea Voyage (2014)
- Lucky Duck (2014) (cu Disney Junior)
- Thomas & Friends: Race for the Sodor Cup (2021) (cu Mattel Television)
- Thomas & Friends: Mystery at Lookout Mountain (2023) (cu Mattel Television)
- This Was Our Pact (VFA) (cu Duncan Studio și Estuary Films) - direct-pe-streaming[5]

## Seriale

### Anii 1970
| Serial            | Creator(i) / Dezvoltator(i) | An(i)     | Partener de producție | Canal original |
| ----------------- | --------------------------- | --------- | --------------------- | -------------- |
| Small Star Cinema |                             | 1974–1975 |                       | CBC Television |

### Anii 1980
| Serial                                   | Creator(i) / Dezvoltator(i)              | An(i)                                                                  | Partener de producție | Canal original                                                                                 |
| ---------------------------------------- | ---------------------------------------- | ---------------------------------------------------------------------- | --- | ---------------------------------------------------------------------------------------------- |
| Mr. Microchip                            |                                          | 1983                                                                   | | CBC Television                                                                                 |
| 20 Minute Workout                        | Ron Harris                               | 1983–1985                                                              | Orion Entertainment Corporation Chumcity | Citytv (Canada) Sindicalizare (Statele Unite)                                                  |
| Inspectorul Gadget (sezonul 1)           | Bruno Bianchi Andy Heyward Jean Chalopin | 1983                                                                   | DIC Audiovisuel Lexington Broadcast Services Company Field Communications Tokyo Movie Shinsha Cuckoo's Nest Studio                                      | First Choice Superchannel (Canada) FR3 (Franța) Sindicalizare (Statele Unite)                  |
| The Edison Twins                         | Michael Hirsh Patrick Loubert            | 1984–1986                                                              | | CBC Television                                                                                 |
| Star Wars: Ewoks                         | Paul Dini Bob Carrau                     | 1985–1986                                                              | Lucasfilm | Global (Canada) ABC (Statele Unite)                                                            |
| Star Wars: Droids                        | Peter Sauder Ben Burtt                   | 1985–1986                                                              | Lucasfilm | Global (Canada) ABC (Statele Unite)                                                            |
| The Care Bears Family                    | Linda Denham Elena Kucharik              | 1986–1988                                                              | C.B.I.S. Productions American Greetings | ABC (sezoanele 1–2) / Sindicalizare (sezonul 3) (Statele Unite) Global (Canada)                |
| Madballs                                 |                                          | 1986–1987                                                              | AmToy | Direct-pe-video                                                                                |
| Scholastic's Blue Ribbon Storybook Video | 1986                                     | Scholastic Productions Karl-Lorimar Home Video                         | | Direct-pe-video                                                                                |
| Cricket's Club                           | 1986–1987                                | Hi-Tops Video                                                          | | Direct-pe-video                                                                                |
| My Pet Monster                           | Peter Sauder                             | 1987                                                                   | Those Characters from Cleveland | Global (Canada) ABC (Statele Unite)                                                            |
| T. and T.                                | Michael Hirsh Elia Katz Patrick Loubert  | 1988–1990                                                              | Hal Roach Studios (sezonul 1) Qintex Entertainment (sezoanele 2–3)                                                                                      | Global (Canada) Sindicalizare (sezoanele 1–2) / The Family Channel (sezonul 3) (Statele Unite) |
| Clifford the Big Red Dog                 |                                          | 1988                                                                   | Scholastic Productions | Direct-pe-video                                                                                |
| Babar                                    | 1989–1991 2000                           | The Clifford Ross Company Ellipsanime (sezonul 6) Kodansha (sezonul 6) | CBC Television (sezoanele 1–3) / Family Channel (sezoanele 4–5) / TVO/Knowledge Network (sezonul 6) (Canada) Canal+ (sezoanele 1–5) / France 3 (Franța) |                                                                                                |
| Beetlejuice                              | Tim Burton                               | 1989–1991                                                              | Tim Burton Inc. The Geffen Film Company Warner Bros. Television                                                                                         | Global (Canada) ABC (1989–1990) / Fox Kids Network (1991) (Statele Unite)                      |

### Anii 1990
| Serial                                                    | Creator(i) / Dezvoltator(i)                              | An(i)          | Partener de producție | Canal original                                                                                               |
| --------------------------------------------------------- | -------------------------------------------------------- | -------------- | --- | --- |
| Little Rosey                                              | Roseanne Barr                                            | 1990           | Little Rosey Productions, Inc. | ABC |
| The Adventures of Tintin                                  | Stéphane Bernasconi                                      | 1991–1992      | Ellipse Programmé | Global (Canada) FR3/France 3 (Franța) Nickelodeon/HBO (Statele Unite)                                        |
| Rupert                                                    |                                                          | 1991–1997      | Ellipse Programme (sezoanele 1–3) TVS Television (sezonul 1) Scottish Television (sezoanele 2–5)                                                                   | YTV (Canada) France 3 (sezoanele 1–3) (Franța) CITV (Regatul Unit)                                           |
| Fievel's American Tails                                   | David Kirschner                                          | 1992–1993      | Amblin Television Universal Cartoon Studios | CBS |
| Dog City                                                  | Peter Sauder J.D. Smith                                  | 1992–1994      | The Jim Henson Company | Global / YTV (Canada) Fox Kids Network (Statele Unite)                                                       |
| Eek! The Cat/Eek! Stravaganza                             | Savage Steve Holland Bill Kopp                           | 1992–1997      | Savage Studios Ltd. Fox Children's Productions | YTV (Canada) Fox Kids (Statele Unite)                                                                        |
| Family Dog                                                | Brad Bird                                                | 1993           | Amblin Television Tim Burton Productions Universal Television Warner Bros. Television                                                                              | CBS |
| Cadillacs and Dinosaurs                                   | Steven E. de Souza                                       | 1993–1994      | Galaxy Films De Souza Productions | CBS |
| Tales from the Cryptkeeper                                | Libby Hinson Ben Joseph                                  | 1993–1994 1999 | Fantome Animation (sezonul 3) | YTV (sezoanele 1–2) / Teletoon (sezonul 3) (Canada) ABC (sezoanele 1–2) / CBS (sezonul 3) (Statele Unite)    |
| The Legend of the North Wind (licențiere de distribuire)  |                                                          | 1994           | Episa and Euskal Pictures International | Trio |
| RoboCop: The Series (secvențe animate "Commander Cash")   | Edward Neumeier Michael Miner                            | 1994           | Rysher Entertainment Skyvision Entertainment Rigel Entertainment                                                                                                   | CTV (Canada) Sindicalizare (Statele Unite)                                                                   |
| Free Willy                                                | Patrick Loubert Patsy Cameron Ted Anasti                 | 1994–1995      | Regency Enterprises Le Studio Canal+ Donner/Shuler-Donner Productions Warner Bros. Television                                                                      | Global Television Network (Canada) ABC (Statele Unite)                                                       |
| Wild C.A.T.s                                              | Jim Lee Brandon Choi Bob Forward David Wise              | 1994–1995      | WildStorm Productions | CBS |
| Autobuzul magic                                           | Alison Blank Kristin Laskas Martin Jane Startz           | 1994–1997      | South Carolina ETV Scholastic Productions | PBS |
| Nancy Drew                                                |                                                          | 1995           | | Sindicalizare                                                                                                |
| The Hardy Boys                                            | David Cole                                               | 1995–1996      | Marathon Productions Westcom Entertainment Group Ltd. France 2 | Sindicalizare                                                                                                |
| The Neverending Story                                     | Peter Sauder                                             | 1995–1996      | CineVox Entertainment Ellipse Programme | Family Channel (Canada) HBO (Statele Unite)                                                                  |
| Ace Ventura: Pet Detective (sezoanele 1–2)                | Duane Capizzi                                            | 1995–1997      | Morgan Creek Productions Funbag Animation Studios | CBS |
| Jake and the Kid                                          | Laura Phillips                                           | 1995–1997      | | Global |
| Little Bear                                               | Else Holmelund Minarik Maurice Sendak                    | 1995–2001      | John B. Carls Productions Inc. (1996–2001) Wild Things Productions (1996–2001) Hong Guang Animation (Suzhou) (1999–2001)                                           | CBC Television / Treehouse TV (Canada) Nickelodeon (Statele Unite)                                           |
| Tales from the Crypt (animație pentru "The Third Pig")    | William Gaines Steven Dodd                               | 1996           | Tales from the Crypt Holdings | HBO |
| Robin                                                     | Magnus Carlsson                                          | 1996           | Happy Life TMO Film GmbH | SVT1 |
| Gargoyles: The Goliath Chronicles (producție de animație) | Greg Weisman                                             | 1996–1997      | Walt Disney Television Animation Buena Vista Television | ABC |
| Waynehead                                                 | Damon Wayans                                             | 1996–1997      | Warner Bros. Television Animation | YTV (Canada) Kids' WB (Statele Unite)                                                                        |
| Blazing Dragons                                           | Terry Jones Gavin Scott Peter Sauder Erika Strobel       | 1996–1998      | Ellipse Programme Carlton Television | Teletoon (Canada) Canal+ (Franța) CITV (Regatul Unit)                                                        |
| Stickin' Around                                           | Robin Steele Brianne Leary                               | 1996–1998      | | YTV |
| The Adventures of Sam & Max: Freelance Police             | Steve Purcell J.D. Smith                                 | 1997–1998      | | YTV (Canada) Fox Kids (Statele Unite)                                                                        |
| Pippi Longstocking                                        | Paul Riley                                               | 1997           | AB Svensk Filmindustri TaurusFilm TFC Trickompany Filmproduktion                                                                                                   | Teletoon (Canada) ZDF (Germania) SVT1 (Suedia)                                                               |
| Ned și salamandra                                         | Andy Knight Mike Burgess Andrew Nicholls Darrell Vickers | 1997–1999      | TMO-Loonland Film GmbH Studio B Productions (sezonul 2) | Teletoon |
| Donkey Kong Country                                       | Jacques Goldstein Philippe Percebois                     | 1997–2000      | Medialab Studio L.A. (sezonul 1) Hong Guang Animation (Suzhou) (sezonul 2) WIC Entertainment                                                                       | Teletoon (Canada) France 2 / Canal+ (sezonul 1) (Franța)                                                     |
| Franklin                                                  |                                                          | 1997–2004      | Big Bang Digital Studios Neurones France (sezoanele 1–4) Neurones Luxembourg (sezoanele 1–4) Neuroplanet (sezonul 5) LuxAnimation (sezonul 6) Alphanim (sezonul 6) | CBC Television (sezonul 1) / Family Channel (sezoanele 1–5) / Treehouse TV (sezonul 6) (Canada) TF1 (Franța) |
| Rolie Polie Olie                                          | William Joyce                                            | 1998–2004      | Métal Hurlant Productions (sezoanele 1–5) Sparx* (sezoanele 1–5) Sparkling Animation (sezonul 6)                                                                   | CBC Television (Canada) La Cinquième/France 5 (Franța) Disney Channel (Statele Unite)                        |
| Birdz                                                     | Larry Jacobs                                             | 1998–1999      | | CBS |
| Iepurașii Trăzniți                                        | Dale Schott                                              | 1998–1999      | Yoram Gross-Village Roadshow Hong Guang Animation (Suzhou) Scottish Television Enterprises Scholastic Inc.                                                         | CBS |
| Anatole                                                   |                                                          | 1998–2000      | | CBS |
| Mythic Warriors: Guardians of the Legend                  |                                                          | 1998–2000      | Marathon Productions Hong Guang Animation (Suzhou) Scholastic Inc. Scottish Television Enterprises (sezonul 1) CBS Television (sezonul 1)                          | CBS |
| Flying Rhino Junior High                                  | Ray Nelson, Jr.                                          | 1998–2000      | Big Daddy Productions Flying Rhinoceros, Inc. Neurones Animation Scottish Television Enterprises CBS Productions                                                   | TF1 (Franța) Teletoon (Canada) Scottish Television (Regatul Unit) CBS (Statele Unite)                        |
| Bob and Margaret                                          | David Fine Alison Snowden                                | 1998–2001      | Snowden Fine Animation Philippine Animation Studio Inc. (sezoanele 3–4) National Film Board of Canada                                                              | Global (Canada) Channel 4 (Regatul Unit)                                                                     |
| Elliot Moose                                              | Jed MacKay                                               | 1999–2000      | | TVOntario |
| George and Martha                                         | James Marshall                                           | 1999–2000      | Wild Things Productions | YTV (Canada) HBO Family (Statele Unite)                                                                      |
| Blaster's Universe                                        | Jamie Tatham Dale Schott                                 | 1999–2000      | Hong Guang Animation CBS Productions Knowledge Adventure | Teletoon (Canada) CBS (Statele Unite)                                                                        |
| Redwall                                                   | Brian Jacques Steve Roberts                              | 1999–2001      | Molitor Productions Alphanim (sezonul 1) United Productions (sezonul 1) TV-Loonland AG (sezoanele 2–3)                                                             | Teletoon (Canada) France 2/France 3 (Franța) Ki.KA (Germania)                                                |
| Rescue Heroes                                             | Fisher-Price                                             | 1999–2002      | Hong Guang Animation (Suzhou) (sezonul 1) | Teletoon (Canada) CBS (Statele Unite)                                                                        |

### Anii 2000
| Serial | Creator(i) / Dezvoltator(i)                    | An(i)                            | Partener de producție | Canal original                                                              |
| --- | ---------------------------------------------- | -------------------------------- | --- | --------------------------------------------------------------------------- |
| Cardcaptors (dublaj în engleză)                                                                                             | Clamp                                          | 2000–2017                        | Madhouse Nippon Animedia | Teletoon (Canada) Kids' WB (Statele Unite)                                  |
| Maggie și bestia cea feroce                                                                                                 | Michael Paraskevas Betty Paraskevas Betty Quan | 2000–2002                        | | Teletoon (Canada) Nick Jr. (Statele Unite)                                  |
| Bookworm Bunch |                                                |                                  | |                                                                             |
| Corduroy | Betty Quan                                     | 2000–2001                        | Sichuan Top Animation | PBS                                                                         |
| Timothy Goes to School | Kate Barris                                    | 2000–2001                        | Silver Lining Productions Animation Services Hong Kong Limited                                                                          | PBS                                                                         |
| Seven Little Monsters | Maurice Sendak                                 | 2000–2003                        | Wild Things Productions Hong Ying Animation (sezoanele 1–2) Philippine Animation Studio Inc. (sezonul 3)                                | PBS                                                                         |
| George cel mic | William Joyce                                  | 2000–2004                        | Jade Animation | PBS                                                                         |
| Marvin the Tap-Dancing Horse                                                                                                | Michael Paraskevas Betty Paraskevas            | 2000–2002                        | Hong Guang Animation (Suzhou) | PBS                                                                         |
| |                                                |                                  | |                                                                             |
| John Callahan's Pelswick | John Callahan                                  | 2000–2002                        | Suzhou Hong Ying Animation Corporation Limited Nickelodeon Productions                                                                  | CBC Television (Canada) CCTV (China) Nickelodeon (Statele Unite)            |
| Taina (distribuitor) | Maria Perez-Brown                              | 2001–2002                        | Dorado Productions Nickelodeon Productions                                                                                              | Nickelodeon                                                                 |
| Nașii mei vrăjitori (distribuitor; sezoanele 1–5)                                                                           | Butch Hartman                                  | 2001–2005                        | Frederator Incorporated Nickelodeon Animation Studio                                                                                    | Nickelodeon                                                                 |
| John Callahan's Quads! | John Callahan                                  | 2001–2003                        | SBS independent Animation Works Media World Features Film Victoria ScreenWest Lotteries Commission of Western Australia                 | SBS (Australia) Teletoon at Night (Canada)                                  |
| The Sausage Factory | Henry Pincus                                   | 2001–2002                        | Peace Arch Entertainment | The Comedy Network (Canada) MTV (Statele Unite)                             |
| Pecola | Naomi Iwata                                    | 2001–2002                        | Yomiko Advertising Milky Cartoon | Teletoon (Canada) TV Tokyo (Japonia) Cartoon Network (Statele Unite)        |
| Zâmbetul lui Sharon | Melissa Clark                                  | 2001–2004                        | Jade Animation | Teletoon (Canada) Fox Family (sezonul 1) (Statele Unite)                    |
| Committed | Michael Fry Mary Feller                        | 2001–2002                        | Philippine Animation Studios Inc. | CTV                                                                         |
| Medabots |                                                | 2001–2004                        | Bee Train Production | YTV (Canada) Fox Kids / ABC Family (Statele Unite)                          |
| Odiseea virtuală (sezoanele 1–5)                                                                                            | WNET New York                                  | 2002–2006                        | WNET Flying Minds Entertainment (sezonul 4)                                                                                             | PBS Kids                                                                    |
| Beyblade Beyblade V-Force Beyblade G-Revolution                                                                             |                                                | 2002–2005                        | Madhouse Nippon Animedia | YTV (Canada) ABC Family (Statele Unite)                                     |
| Beware of Dog | Rob Gilmer                                     | 2002                             | Alexander/Enright and Associates | Animal Planet                                                               |
| Moville Mysteries | Guy Vasilovich                                 | 2002–2003                        | [Suzhou Hong Ying Animation Corporation Limited                                                                                         | YTV (Canada) The N (Statele Unite)                                          |
| Max și Ruby | Rosemary Wells                                 | 2002–2020                        | Silver Lining Productions (sezoanele 1–5) 9 Story Entertainment (sezoanele 3–5) Chorion (sezoanele 4–5) Atomic Cartoons (sezoanele 6–7) | Treehouse TV (Canada) Nick Jr. (Statele Unite)                              |
| Clone High (sezonul 1) | Phil Lord Christopher Miller Bill Lawrence     | 2002–2003                        | Doozer Lord Miller Productions Touchstone Television                                                                                    | Teletoon at Night (Canada) MTV (Statele Unite)                              |
| The Berenstain Bears | Stan & Jan Berenstain                          | 2002–2003                        | Agogo Entertainment | Treehouse TV (Canada) PBS Kids (Statele Unite)                              |
| Tatăl meu vedeta de star rock                                                                                               | Gene Simmons                                   | 2003–2004                        | Carrere Group | Teletoon (Canada) Nickelodeon (Statele Unite)                               |
| Jacob Two-Two |                                                | 2003–2006                        | 9 Story Entertainment (sezonul 5) | YTV                                                                         |
| Pandalian | 2004–2005                                      | Studio Kuma Planet Entertainment | YTV (Canada) Funimation Channel (Statele Unite)                                                                                         |                                                                             |
| 6teen | Jennifer Pertsch Tom McGillis                  | 2004–2010                        | Fresh TV (2007–2010) | Teletoon (Canada) Nickelodeon (sezonul 1) / Cartoon Network (Statele Unite) |
| Delta State |                                                | 2004                             | Alphanim Deltanim Productions Inc. DQ Entertainment LuxAnimation Cofimage 13                                                            | Teletoon (Canada) France 2/Canal+ (Franța)                                  |
| Miss Spider's Sunny Patch Friends                                                                                           | David Kirk Nadine van der Velde                | 2004–2009                        | Callaway Arts & Entertainment AbsoluteDigital Pictures                                                                                  | Teletoon/Treehouse TV (Canada) Nickelodeon (Statele Unite)                  |
| The Backyardigans | Janice Burgess                                 | 2004–2013                        | Nickelodeon Animation Studio | Treehouse TV (Canada) Nickelodeon (Statele Unite)                           |
| Being Ian | Ian James Corlett Bonita Siegel                | 2005–2008                        | Studio B Productions | YTV                                                                         |
| Funpak |                                                | 2005                             | | YTV                                                                         |
| Jane și dragonul | Martin Baynton Ross Hastings                   | 2005–2006                        | Weta Productions | YTV                                                                         |
| Class of the Titans | Chris Bartleman Michael Lahay                  | 2005–2008                        | Studio B Productions | Teletoon                                                                    |
| Di-Gata Defenders | Greg Collinson                                 | 2006–2008                        | LuxAnimation | Teletoon (Canada) 4Kids TV (Statele Unite)                                  |
| Grossology | Simon Racioppa Richard Elliott                 | 2006–2009                        | | YTV                                                                         |
| Ruby Gloom | Carolyn Hay                                    | 2006–2008                        | | YTV                                                                         |
| Z-Squad | Jin Choi                                       | 2006–2007                        | Enemes | SBS Direct-pe-video                                                         |
| Manny Iscusitul | Roger Bollen Marilyn Sadler Rick Gitelson      | 2006–2013                        | | Playhouse Disney (sezoanele 1–3) / Disney Junior (sezonul 3)                |
| Horrid Henry (sezonul 1) | Francesca Simon                                | 2006–2007                        | Novel Entertainment | CITV                                                                        |
| The Future Is Wild | Steve Sullivan                                 | 2007–2008                        | IVL Animation ST Electronics | Teletoon (Canada) Discovery Kids (Statele Unite)                            |
| My Friend Rabbit |                                                | 2007–2008                        | | Treehouse TV (Canada) Playhouse Disney (Regatul Unit) Qubo (Statele Unite)  |
| Wayside | John Derevlany                                 | 2007–2008                        | Teletoon (Canada) Nickelodeon (Statele Unite)                                                                                           |                                                                             |
| Luptătorii Bakugan Luptătorii Bakugan: Noua Vestroia Bakugan: Invadatorii Gundalieni Bakugan: Intensificarea Mechtaniumului |                                                | 2008–2012                        | Sega Toys Spin Master TMS Entertainment Japan Vistec (sezonul 1) Sega Corporation                                                       | Teletoon (Canada) Cartoon Network (Statele Unite)                           |
| Guess with Jess | Ivor Wood                                      | 2008–2010                        | Classic Media | Treehouse TV                                                                |
| Willa's Wild Life | Dan Yaccarino                                  | 2008–2009                        | Futurikon Googly Digital Media | YTV (Canada) TF1/Piwi (Franța) Qubo (Statele Unite)                         |
| Hot Wheels: Echipa de luptă 5                                                                                               |                                                | 2009–2011                        | Nerd Corps Entertainment Mattel | Teletoon (Canada) Cartoon Network (Statele Unite)                           |
| Pearlie | Wendy Harmer                                   | 2009–2010                        | Sticky Pictures | Network Ten (Australia) YTV (Canada)                                        |
| Spliced | Simon Racioppa Richard Elliott                 | 2009–2010                        | | Teletoon (Canada) Jetix (Europa)                                            |

### Anii 2010
| Serial | Creator(i) / Dezvoltator(i)                            | An(i)        | Partener de producție                                             | Canal original                                                                              |
| --- | ------------------------------------------------------ | ------------ | ----------------------------------------------------------------- | ------------------------------------------------------------------------------------------- |
| Beyblade: Metal Fusion Beyblade: Metal Masters Beyblade: Metal Fury Beyblade: Shogun Steel                   |                                                        | 2010–2014    | Tatsunoko Production (sezonul 1) SynergySP (sezoanele 2–4)        | YTV (Canada) Cartoon Network (Statele Unite)                                                |
| Babar și aventurile lui Badou                                                                                | Michael Stokes                                         | 2010–2015    | The Clifford Ross Company Carrere Group LuxAnimation TeamTO       | YTV (Canada) TF1/Disney Junior (Franța)                                                     |
| Aventurile lui Chuck și prietenii                                                                            | Adam Beechen                                           | 2010–2012    | Hasbro Studios                                                    | The Hub                                                                                     |
| Sidekick | Todd Kauffman Joey So                                  | 2010–2013    |                                                                   | YTV (Canada) Cartoon Network (Statele Unite)                                                |
| Dl. Young | Dan Signer                                             | 2010–2013    | Thunderbird Films Gravy Boat Productions                          | YTV                                                                                         |
| Life with Boys                                                                                               | Michael Poryes                                         | 2011–2013    |                                                                   | YTV (Canada) TeenNick (Statele Unite)                                                       |
| Veverița fricoasă                                                                                            | Matt Ferguson Jillian Ruby                             | 2011–2013    |                                                                   | YTV/Treehouse TV (Canada) Cartoon Network (Statele Unite)                                   |
| Cavalerul Mike                                                                                               | Alexander Bar                                          | 2011–2017    | HIT Entertainment                                                 | Treehouse TV (Canada) CBeebies (Regatul Unit)                                               |
| Baloane și Gupi (sezoanele 2–4)                                                                              | Jonny Belt Robert Scull Janice Burgess                 | 2011–2016    | Nickelodeon Animation Studio                                      | Nickelodeon                                                                                 |
| Franklin și prietenii                                                                                        |                                                        | 2011–2013    | Infinite Frameworks                                               | Treehouse TV (Canada) Mediacorp (Singapore)                                                 |
| Detentionaire                                                                                                | Daniel Bryan Franklin Charles Johnston                 | 2011–2015    |                                                                   | Teletoon/Télétoon                                                                           |
| BeyWheelz | Katsumi Hasegawa                                       | 2012         | SynergySP                                                         | YTV (Canada) Cartoon Network (Statele Unite)                                                |
| Oh No! It's an Alien Invasion                                                                                | Philippe Ivanusic-Vallee Peter Ricq                    | 2013–2015    |                                                                   | YTV (sezonul 1) / Teletoon (sezonul 2)                                                      |
| The Day My Butt Went Psycho!                                                                                 | Mark Steinberg                                         | 2013–2015    | Scholastic Entertainment Studio Moshi                             | Nine Network (Australia) Teletoon (Canada)                                                  |
| Trucktown | Jon Scieszka                                           | 2014–2017    | Lemon Sky Studios                                                 | Treehouse TV                                                                                |
| Little Charmers                                                                                              | Jennifer Dodge Irene Weibel                            | 2015–2017    | Spin Master Entertainment Atomic Cartoons                         | Treehouse TV (Canada) Nickelodeon / Nick Jr. Channel (Statele Unite)                        |
| Dinamica familiei Stanley                                                                                    | Ken Cuperus Jocelyn Hamilton Jamie Piekarz             | 2015–2017    | Amaze                                                             | YTV                                                                                         |
| Fresh Beat Band of Spies                                                                                     | Nadine Van der Velde Scott Kraft Michael Ryan          | 2015–2016    | 6point2 Nickelodeon Animation Studio                              | Nick Jr. Channel                                                                            |
| Ranger Rob                                                                                                   | Alexander Bar Andrew Sabiston                          | 2016–2021    | Studio Liddell                                                    | Treehouse TV/Ici Radio-Canada Télé (Canada) Tiny Pop (Regatul Unit)                         |
| Zhu Zhu | Hugh Duffy                                             | 2016–2017    | Cepia LLC Corus Entertainment                                     | YTV (Canada) Disney Channel (Statele Unite)                                                 |
| Hotel Transilvania: Serialul                                                                                 | Mark Steinberg                                         | 2017–2020    | Sony Pictures Animation Corus Entertainment                       | Teletoon (Canada) Disney Channel (SUA)                                                      |
| Misticonii                                                                                                   | Sean Jara Nelvana Limited The Topps Company            | 2017–2018    | Topps Animation                                                   | YTV (Canada) Nickelodeon (sezonul 1) / Nicktoons (sezonul 2) (Statele Unite)                |
| Super BOOMi (distribuitor)                                                                                   | Trevor Lai                                             | 2017–prezent | Up Studios Tencent                                                | Treehouse TV (Canada) Tencent Video (China)                                                 |
| Wishfart | John Hazlett Lienne Sawatsky Daniel Williams           | 2017–2018    | Wishfart Productions Inc.                                         | Teletoon (Canada) CITV (Regatul Unit)                                                       |
| Bravest Warriors                                                                                             | Pendleton Ward Breehn Burns Will McRobb Chris Viscardi | 2017–2018    | Frederator Studios Corus Entertainment                            | VRV                                                                                         |
| ReBoot: The Guardian Code (distribuitor)                                                                     | Michael Hefferon                                       | 2018         | Mainframe Studios                                                 | YTV (Canada) Netflix (Statele Unite)                                                        |
| Esme & Roy                                                                                                   | Dustin Ferrer Amy Steinberg                            | 2018–2021    | Sesame Workshop                                                   | Treehouse TV (Canada) HBO (sezonul 1) / HBO Max (sezonul 2) (Statele Unite)                 |
| Pleacă de aici, unicornule!                                                                                  | Emily Mullock Dan Signer                               | 2018–2019    | Sonar Entertainment Corus Entertainment                           | YTV (Canada) Disney Channel (Statele Unite)                                                 |
| Miss Persona                                                                                                 |                                                        | 2018–2021    | Balloon House Productions                                         | Treehouse TV                                                                                |
| Bakugan: Battle Planet Bakugan: Armored Alliance Bakugan: Geogan Rising Bakugan: Evolutions Bakugan: Legends | Spin Master Sega Fave                                  | 2018–2023    | TMS Entertainment Man of Action Studios Spin Master Entertainment | Teletoon (Canada) Cartoon Network (sezoanele 1–2) / Netflix (sezoanele 3–5) (Statele Unite) |
| Corn & Peg                                                                                                   | Chris Hamilton                                         | 2019–2020    | Corus Entertainment                                               | Treehouse TV (Canada) Nickelodeon (Statele Unite)                                           |
| Super BOOMi Hockey Hero (distributor)                                                                        | Trevor Lai                                             | 2019         | Up Studios Tencent National Hockey League                         | Tencent Video                                                                               |
| D.N. Ace | Matthew Wexler John Derevlany Andrew Harrison          | 2019–2020    | Yeti Farm Wexworks Media                                          | Teletoon                                                                                    |
| Agent Binky: Pets of the Universe                                                                            |                                                        | 2019–2020    | Redknot                                                           | Treehouse TV (Canada) Discovery Kids (America Latină)                                       |
| The Remarkable Mr. King                                                                                      | Geneviève Côté                                         | 2019–2020    |                                                                   | Treehouse TV                                                                                |

### Anii 2020
| Serial                           | Creator(i) / Dezvoltator(i)               | An(i)        | Partener de producție                                   | Canal original                                                                             |
| -------------------------------- | ----------------------------------------- | ------------ | ------------------------------------------------------- | ------------------------------------------------------------------------------------------ |
| Super Rucsacul lui Ollie         | Pedro Eboli Graham Peterson               | 2020–2021    |                                                         | YTV (Canada) Nickelodeon (Statele Unite)                                                   |
| The Dog & Pony Show              | Josh Selig                                | 2020–prezent | Discovery, Inc. Little Airplane Productions Redknot     | Treehouse TV (Canada) Discovery Kids (America Latină)                                      |
| The Hardy Boys                   |                                           | 2021–2023    | Lambur Productions                                      | YTV (Canada) Hulu (Statele Unite)                                                          |
| Thomas & Friends: All Engines Go | Britt Allcroft Rick Suvalle               | 2021–present | Mattel Television                                       | Treehouse TV (Canada) Cartoon Network (2021–2023) / Netflix (2024–prezent) (Statele Unite) |
| Super Wish                       | Vanessa Esteves Adrian Thatcher           | 2022–prezent | Discovery, Inc. Redknot                                 | YTV (Canada) Discovery Kids (America Latină)                                               |
| Best & Bester                    | Joonas Utti Anttu Harlin                  | 2022–prezent | Gigglebug Entertainment Eye Present                     | Yle TV2 (Finlanda) YTV (Canada) Nickelodeon (Regatul Unit)                                 |
| Builder Brothers' Dream Factory  | Drew și Jonathan Scott                    | 2023–prezent | Sinking Ship Entertainment Scott Brothers Entertainment | Treehouse TV                                                                               |
| Zokie pe planeta lui Ruby        | Brian Morante                             | 2023–prezent | Atomic Cartoons                                         | Nickelodeon (Regatul Unit) YTV (Canada)                                                    |
| Tocilara                         |                                           | 2024–prezent | RubyRock Pictures Aircraft Pictures                     | Netflix                                                                                    |
| Lumea lui Barney                 | Sheryl Leach Kathy Parker Dennis DeShazer | 2024–prezent | Mattel Television                                       | Treehouse TV/StackTV (Canada) Cartoon Network/Max (Statele Unite)                          |

### Viitoare
| Serial                  | Creator(i) / Dezvoltator(i)                       | An(i) | Partener de producție     | Canal original                                    |
| ----------------------- | ------------------------------------------------- | ----- | ------------------------- | ------------------------------------------------- |
| Millie Magnificent      |                                                   | 2025  |                           | Treehouse TV                                      |
| Hamsters of Hamsterdale | Zach Smith                                        | VFA   |                           | Nickelodeon (Statele Unite) Treehouse TV (Canada) |
| Leela's Island          | Maria Perez-Brown Fracaswell Hyman Janice Burgess | VFA   | Time Studios              | Treehouse TV                                      |
| Dreamweavers            |                                                   | VFA   | Bingo Animation Studio    | YTV (Canada) Tencent Video (China)                |
| Bella's Bro-Bots        | Keith Chapman                                     | VFA   | Spin Master Entertainment | Treehouse TV                                      |
| A Horse Named Steve     |                                                   | VFA   | VFA                       | Sixteen South                                     |
| Piñata Smashlings       |                                                   | VFA   | VFA                       | Toikido                                           |

## Scurtmetraje
- Queen Street West (1973)[35]
- Apple Cider Time (1975)[36]
- Maple Spring (1977)[37]
- Nishnawbe-Aski: The People and the Land (1977) (animație)
- Shoppin' for Clothes (1988)
- Journey to the Planets (1993) (secvențe de animație)
- Stickin' Around (1994) (serial interstițial pe CBS)
- The Larry Lard Show (1996) (pilot)
- Mr. Lucky (1996) (postproducție)
- Jean-Luc & Dondoozat (1998) (serial scurtmetraj; coproducție cu Bibo Films, Canal+ și Télétoon)
- The Most Magnificent Thing (2019)
- Toon Bops (2019–prezent) (serial scurtmetraj)
- Jelly (2023) [38]

## Reclame
- 7 Up (începutul anilor 1990)
- Bauer Athletic Footwear (1982)
- Cadbury's Dairy Milk (1982)
- Cap'n Crunch/Blockbuster Video (1994)
- CBC Radio (două spoturi)
- Chef Boyardee (începutul anilor 1990)
- CIBC (mijlocul anilor 1990)
- Cow Brand
- Dellcrest Children's Center (1979) (PSA live-action)
- Garfield Ravioli (1994)
- Green Park (începutul anilor 1990)
- The Guardian
- Heinz Scarios (1980, 1982)
- Honeycomb (începutul anilor 1990)
- IBM (1993)
- Imperial Oil (1978)
- M&M's (începutul anilor 1990)
- Ocean Spray (1990s)
- Ontario Dental Association (patru spoturi; 1994)
- Ontario Hydro (1979, 1981)
- Philishave Lift and Cut
- Planters (1981, începutul anilor 1990)
- Purina Butcher's Blend (1981, 1983)
- Purina Puppy Chow (1980)
- Raid (1982)
- RE/MAX
- Rice Krispies (începutul anilor 1990, 1994)
- Shreddies (1989, 1992)
- Stay Alert Stay Safe (1990)
- Tetley Tea (începutul anilor 1980)
- Toronto City Cycling Committee (1989)
- Toronto Star (începutul anilor 1980)
- WHSmith
- White Swan (1991)